# Flugzeug Classic
Flugzeug Classic ist eine deutsche Fachzeitschrift, die historische Flugzeuge zum Thema hat. Sie wurde im Jahr 2000 zunächst zweimonatlich erscheinend in der GeraMond Verlag GmbH gegründet. Heutiger Chefredakteur ist Markus Wunderlich.
Das heute monatlich in einer Auflage von rund 30.000 Exemplaren erscheinende Magazin enthält Reportagen über die Geschichte der Fliegerei und Porträts der wichtigsten Luftfahrzeuge aus allen Epochen. Neben Berichten über Wrackbergungen, Restaurierungen, Neubauprojekte, Pioniere der Luftfahrt, Unfälle sowie Flugshows gibt es Reportagen zu historischen flugfähigen Zivil- und Militärflugzeuge mit Hintergrundinformationen. Dazu enthalten die Hefte Servicebeiträge über Flugsimulationen, Fliegerfilme und Neuerscheinungen wie etwa aus dem Bereich Modellbau.
Das Layout der Zeitschrift wurde bis 2010 durch freie Grafiker erstellt. Seither wird Flugzeug Classic im Verlag selbst  produziert.

## Rubriken
Neben gelegentlichen Gastkolumnen gehören unter anderem folgende Rubriken zu den ständigen Bestandteilen der Zeitschrift: News, Typengeschichte, Cockpits im Detail, Modellbau, Bücher, Museumstip/Termine, Leserbriefe, Background und Leseralbum mit bisher unveröffentlichten historischen Fotos aus Privatarchiven.

## Redaktion
Neben einem festen Stab an Redakteuren werden auch freie Autoren zur Mitarbeit eingeladen. Der Redaktionssitz war zunächst in Oberhaching und wurde 2008 nach München verlegt.
Chefredakteure: 
- Peter Pletschacher (2000–2007)
- Markus Wunderlich (seit Mitte 2007)

## Sonderhefte
Parallel zu den monatlichen Ausgaben werden von der Redaktion unter dem Titel „Flugzeug Classic Special“ auch Sonderhefte herausgegeben. 
- 2003: 100 Jahre Motorflug. Geschichte. Militär. Pioniere. Airliner (verschiedene Autoren)
- Flugzeug Classic Special 1 (9. Jahrgang 2008): Deutsche Kolbenmotor-Jagdflugzeuge 1933-1945 (Autor: Herbert Ringlstetter)
- Flugzeug Classic Special 2 (9. Jahrgang 2008): Deutsche Raketen- und Strahlflugzeuge 1939-1945 (Autor: Herbert Ringlstetter)
- Flugzeug Classic Special 3 (10. Jahrgang 2009): Deutsche Kolbenmotor-Militärflugzeuge 1939-1945: Bomber und Schlachtflieger (Autor: Herbert Ringlstetter)
- Flugzeug Classic Special 4 (10. Jahrgang 2009): Deutsche Kolbenmotor-Militärflugzeuge 1939-1945: Bomber | Zerstörer | Aufklärer (Autor: Herbert Ringlstetter)
- Flugzeug Classic Spezial 5 (11. Jahrgang 2010): Deutsche Kolbenmotor-Militärflugzeuge 1933–45: Bomber | Aufklärer | Transporter (Autor: Herbert Ringlstetter)
- Flugzeug Classic Extra (2010): Luftkampf! Der perfekte Einstieg für Simulator-Piloten
- Flugzeug Classic Extra (2011): Luftkampf II Die Flugmanöver der Profis